# Рудічика
Рудічика (рум. Rudicica) — село у повіті Тіміш в Румунії. Входить до складу комуни Мошніца-Ноуе.
Село розташоване на відстані 404 км на захід від Бухареста, 6 км на південний схід від Тімішоари.

## Населення
За даними перепису населення 2002 року у селі проживали 48 осіб.
Національний склад населення села:
| Національність | Кількість осіб | Відсоток |
| -------------- | -------------- | -------- |
| румуни         | 40             | 83,3%    |
| угорці         | 8              | 16,7%    |

Рідною мовою назвали:
| Мова      | Кількість осіб | Відсоток |
| --------- | -------------- | -------- |
| румунська | 40             | 83,3%    |
| угорська  | 8              | 16,7%    |